# Bruno Neidhardt von Gneisenau
Bruno Friedrich Alexander Graf Neidhardt von Gneisenau (3 tháng 5 năm 1811 ở Gut Mittel-Kauffung, Landkreis Schönau, Hạ Schlesien – 1889) là một Thượng tướng Bộ binh của Vương quốc Phổ, đã từng tham gia trong cuộc Chiến tranh Áo-Phổ năm 1866 rồi sau đó là Chiến tranh Pháp-Đức năm 1870 – 1871.

## Cuộc đời và sự nghiệp
Ông là con trai của nhà cải cách và Thống chế Phổ August Neidhardt von Gneisenau và vợ của ông này là Karoline von Kottwitz. Gneisenau đã học trường Pädagogium tại Bunzlau và sau đó ông học tại Học viện Hiệp sĩ (Ritterakademie) ở Liegnitz. Vào năm 1830, ông nhập ngũ trong quân đội Phổ và được phong quân hàm Thiếu úy vào năm 1833. Vào năm 1846, Gneisenau được bổ nhiệm làm Phụ tá Thanh tra của lực lượng bộ binh nhẹ Jäger và Lính trơn (Schützen). Vào năm 1847, ông lên quân hàm Trung úy, vào năm 1850 ông lên cấp Đại úy và đến năm 1857 ông lên cấp Thiếu tá. Vào năm 1861, ông trở thành một Thượng tá trong quân đội Nassau. Cùng năm đó, ông được thăng cấp Đại tá và được bổ nhiệm làm Tư lệnh của một Trung đoàn Bộ binh Nassau Vào năm 1864, ông trở lại nhập ngũ quân đội Phổ, với chức vụ Tư lệnh của Trung đoàn Bộ binh số 72 (Thüringen số 4). Vào năm 1866, ông tham chiến trong cuộc chiến tranh với Áo. Vào năm 1868, ông được thăng quân hàm Thiếu tướng. Với cấp bậc này, ông được ủy nhiệm làm Tư lệnh của Lữ đoàn số 31, một phần của Sư đoàn Bộ binh số 16 thuộc Quân đoàn VIII trong Binh đoàn thứ nhất của Đức trong cuộc Chiến tranh Pháp-Đức (1870 – 1871).
Vào năm 1873, ông được bổ nhiệm làm Sĩ quan chỉ huy của pháo đài Magdeburg và được phong quân hàm Trung tướng. Vào năm 1876, ông được cử làm Thống đốc quân sự của pháo đài Ulm. Vào năm 1882, ông được lên cấp Thượng tướng Bộ binh và về hưu.
Cùng năm đó (1882), ông trở thành một kinh nhật giáo sĩ (Domherr) tại Naumburg (Saale). Vào năm 1885, ông là một thành viên của Viện Quý tộc Phổ và 4 năm sau đó (1889), Bruno Neidhardt von Gneisenau từ trần.